# جيم جانغ

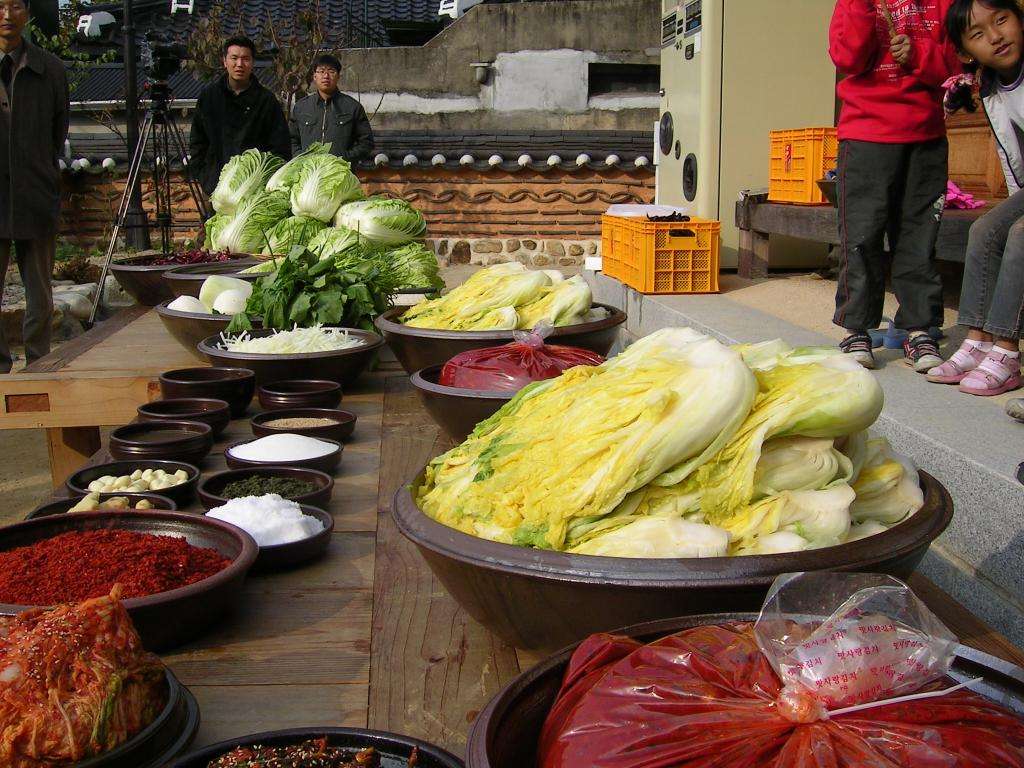
التحضير للكيم جانغ: المكوّنات لصناعة (الكيمتشي) على نطاق أوسع.

(جيم جانغ)، أو (كيم جانغ)، هي العمليَّة التقليديَّة لِتحضير (الكيمتشي) -طبقٌ كوريّ مِنَ الخضار المخلَّل، وكثير التوابل- وحفظه في فصل الشتاء. خلال أشهر الصيف، يُصنَع (الكيمتشي) طازجًا مِنْ الخضروات الموسميَّة. لِمدَّة شهر، وابتداءً مِنَ القمر العاشر خلال السنة، يعدُّ الناس كمّيّات كبيرة مِنَ (الكيمتشي) مِنْ أجل تأمين الغذاء خلال الشتاء.
أُدرِجَ (الكيمتشي) ضمن لائحة اليونيسكو للتراث الثقافيّ غير المادّيّ في ديسمبر 2013.

## أعراف

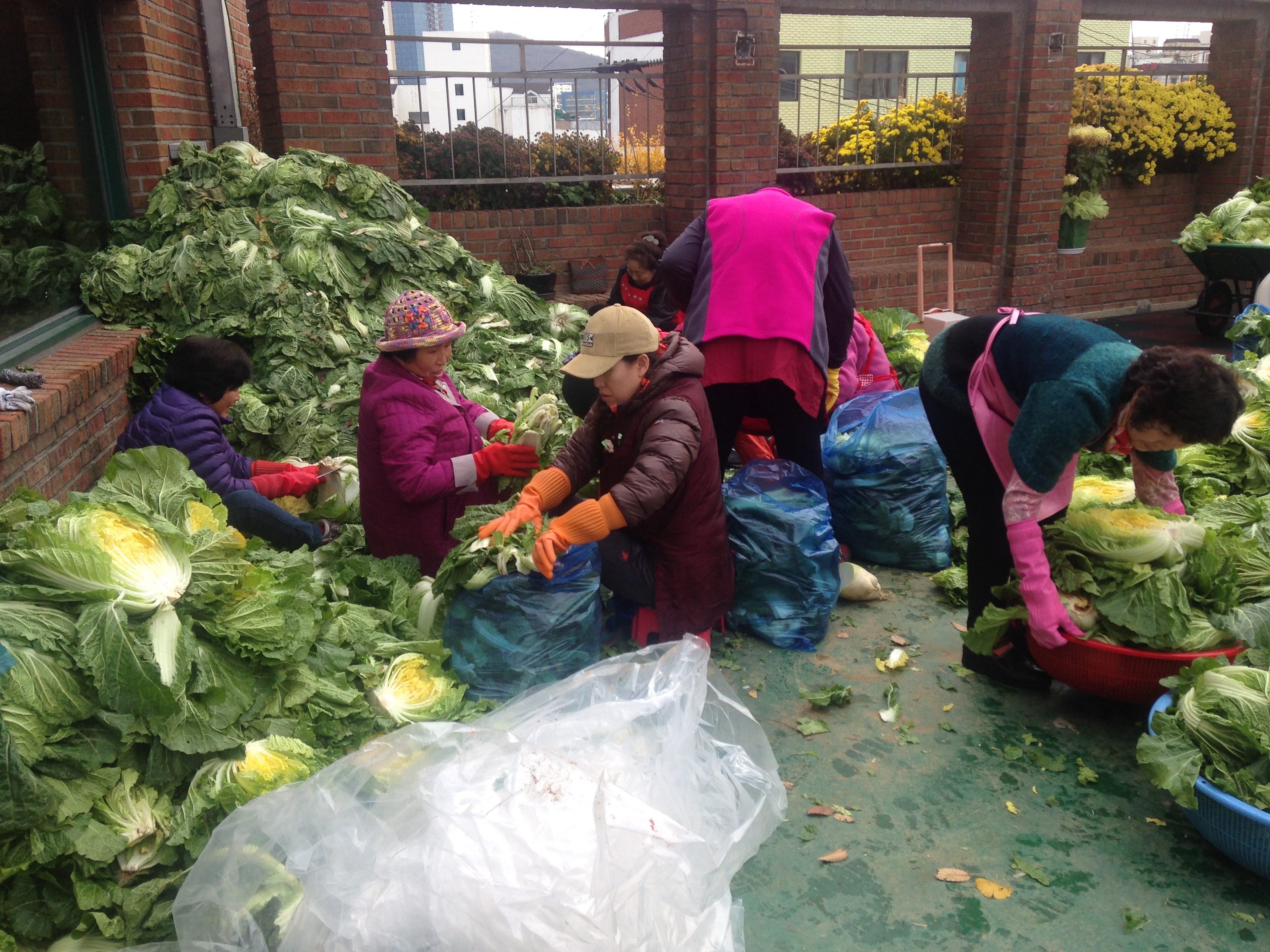
السكان المحليون في كوريا يصنعون الكيمتشي

يمكنُ للكيمتشي أنْ يُرافقَ كلّ وجبة أكلٍ تقريبًا، وهو جزءٌ هامٌّ من الثقافة الكوريَّة. تعودُ وصفات الطهي إلى القرن الثالث عشر على الأقلّ، عندما كان يُصنَع مِنَ الخضار، والمخلَّل، وإمّا الملح، أو خليط من الكحول والملح. كان الفلفلُ الأحمرُ يُضاف إلى المكوّنات في القرن السابع عشر. يُصنَع (الكيمتشي) العصريّ إجمالًا مِنَ الكرنب، والفجل الأبيض، على الرغم مِنْ وجود العديد من الأشكال المختلفة؛ يمكنُ أنْ يحتويَ على اللفت، والكُرَّاث (يشبه البصل الأخضر)، والجزر، والثوم.
في الطقس الأبرد مِنْ شهر (نوفبمر)، يوجد الكثير مِنَ المحاصيل في الحقول والأسواق، فتبدأ عمليَّة (الكيم جانغ). تتوزَّع المهمَّةُ كثيفةُ العمالة بين العائلات، والأقارب، والجيران. تجتمعُ مجموعات مِنَ السكّان الكوريّين لِتقطيع الخضار، وغسلها، وإضافة الملح لِتجفيف الطعام، وبدء عمليَّة التخمير. إنَّ طبيعة (الكيمشتي) تجعلُ حفظَه لفترات طويلة تحدّيًا؛ إذا كان باردًا جدًّا، سيتجمَّد، وإذا كان دافئًا جدًّا، سيتخمَّر أكثر مِنَ اللازم، وقد يحمِّضُ. الحلّ التقليديّ في الريف، والسابق للتثليج العصريّ الفعّال هو حفظ (الكيمتشي) في أوانٍ فخَّاريَّة في داخل الأرض، تُدفَن حتّى مستوى عنق الجرَّة حتّى تمنع المحتويات مِنَ التجميد. عندما تنخفض الحرارة إلى أقلّ مِنْ درجة الصفر المئويَّة، ينتهي التخمير، ويكون الطعام محفوظًا؛ تبدأ العمليَّة مجدَّدًا عندما ترتفع الحرارة في وقت الربيع.
قد تفسدُ روائحُ (الكيمتشي) القويَّة منتجات أخرى في البرَّاد، وبالرغم مِنَ التطوّرات العصريَّة في التثليج، تستمرُّ الأجيال بِتوارث أعراف (الجيم جانغ)، حتّى أنَّ بعض أهل المدن الحديثة يحفظون أواني (الجيم جانغ) على الشرفات، وخصَّصَتْ بعض العائلات ثلّاجةً للكيمتشي فقط.
في محاولةٍ لِمواجهة الشهرة المتزايدة للكيمتشي المنتَج بكمّيّات كبيرة، وهو ما يناسبُ الحياة العصريَّة، أنشأَتْ (سيول) المتحفَ العالميّ الوحيد للكيمتشي، حيث يستطيع السيّاح والسكّان المحلّيّون أن يتذوَّقوا أنواعًا مختلفة مِنَ المخلّل، ويتعلَّموا عَنْ عمليَّة (الجيم جامغ) التقليديَّة. على الرغم مِنْ وقوع أرقام الاستهلاك، لا تزال كوريا تستهلك (25) كيلوغرامًا (أي 55 رطلًا) مِنَ (الكيمتشي) لكلّ رأس كلّ عام.
قد تشملُ المكوّنات الكرنب، والفجل الأبيض، وبصل الربيع، والثوم، والزنجبيل، والبصل، ومسحوق شطة، والملح، والسكَّر.